# Giang Biên (xã)
Giang Biên là một xã thuộc huyện Vĩnh Bảo, thành phố Hải Phòng, Việt Nam.

## Địa lý
Xã Giang Biên nằm ở phía bắc huyện Vĩnh Bảo, có vị trí địa lý:
- Phía đông giáp huyện Tiên Lãng
- Phía tây giáp xã Dũng Tiến
- Phía nam giáp xã Vĩnh An
- Phía bắc giáp huyện Tiên Lãng và tỉnh Hải Dương.

| GIANG BIÊN Xã Giang Biên |           |                        |
| Hành chính               | Vùng      | Đồng bằng sông Hồng    |
| Hành chính               | Thành phố | Hải Phòng              |
| Hành chính               | Huyện     | Vĩnh Bảo               |
| Địa lý                   | Tọa độ    | 20°44′43″B 106°30′07″Đ |
| Địa lý                   | Diện tích | 799,36 ha              |
| Dân số                   | Tổng cộng | 9.442 người            |
| Dân số                   | Mật độ    | 1.181 người/km²        |
| Mã hành chính            | 11830     | 11830                  |

Giang Biên là xã nằm ở khu phía bắc huyện Vĩnh Bảo. Giáp Ranh với xã Nguyên Giáp huyện Tứ Kỳ - Tỉnh Hải Dương, xã Tiên Cường, huyện Tiên Lãng. Xã có tuyến đường quốc lộ 10 chạy qua, được kết nối với cầu Quý Cao, có hệ thống sông Luộc, sông Thái Bình và hệ thống đê quốc gia bao bọc dài 5km là xã có địa hình phức tạp dân cư rải rác toàn xã có 7 thôn dân cư, số hộ 2185, số khẩu 7856. Xã có vị trí thuận tiện trong giao thương với các vùng khác, người dân có truyền thống cần cù chịu khó và không ngừng phấn đấu vươn lên trong cuộc sống. Xã có những điều kiện thuận lợi về điều kiện tự nhiên và kinh tế - xã hội, để xây dựng Nông thôn mới.
Xã Giang Biên do phù sa hai con sông lớn là sông Thái Bình và sông Hóa bồi đắp thành.

## Lịch sử
Dưới thời Bắc thuộc, Giang Biên thuộc Châu Hồng. Đến thời nhà Lý, nhà Trần (thế kỷ 11 - 14), Giang Biên thuộc huyện Tứ Kỳ và Đồng Lại. Đời Lê Thánh Tông (1460 - 1497), Giang Biên thuộc huyện Vĩnh Lại, phủ Hạ Hồng, trấn Hải Dương. Năm Minh Mạng thứ 19 (1838), Giang Biên mới thuộc huyện Vĩnh Bảo, tỉnh Kiến An
Cùng với những làng xã thuộc Vĩnh Bảo, Giang Biên thờ nhiều vị thần làm thành hoàng vì có công chống giặc ngoại xâm trong các cuộc bình Chiêm, chinh Man, cự Nam Hán, phá Tống, diệt Nguyên - Mông. Đình.

## Kinh tế
Giang Biên nổi tiếng với nghề dệt chiếu cói. Tuy nhiên, nghề này hiện đã mai một dần do sự xuất hiện của các loại chiếu sản xuất công nghiệp như chiếu ni-lông, chiếu tre, chiếu gỗ.
Trước kia, đặc sản nổi tiếng nhất của Giang Biên là thuốc lào. Cây thuốc lào ở đây được đánh giá rất cao về chất lượng, mùi thơm cũng như hương vị, được coi là một trong những vùng đất sản xuất thuốc lào tốt nhất Việt Nam. Còn hiện nay, đặc sản nổi tiếng nhất của Giang Biên là con rươi (Họ Rươi), diện tích rươi hiện tại là phần lớn chuyển đổi từ ruộng trồng cây thuốc lào và trồng lúa sang. Diện tích ruộng rươi của Giang Biên vào khoảng 80ha, với sản lượng bình quân khoảng 8 tạ/ 1ha. Thu nhập từ rươi làm kinh tế nhiều gia đình trở lên khá giả. Không những vậy, làm rươi còn giúp cho môi trường thêm trong sạch.
Hợp tác xã SX KD DV Nông Nghiệp Gia Đình đang đi đầu trong việc đưa sản phẩm từ con rươi ra thị trường.